# Блу-сити
«Блу-сити» (англ. Blue City) — американский художественный фильм 1986 года, детективный фильм, снятый режиссёром Мишелем Маннингом. Экранизация произведения Росса МакДоналда. Фильм также известен и под другими названиями — «Блю-сити» и «Голубой город». Главные роли в этом фильме исполнили Элли Шиди, Джадд Нельсон и Дэвид Карузо.

## Сюжет
Билли Тарнер возвращается в свой родной город. Здесь Билли родился, здесь жил его отец, который был мэром города. И здесь в этом городе отец Билли был убит, а убийца скрылся, полиция его не нашла, и он остался неизвестным. Теперь Билли хочет всё расследовать сам и найти убийцу своего отца.

## В ролях
- Элли Шиди
- Джадд Нельсон
- Дэвид Карузо
- Пол Уинфилд — Лютер Рейнолдс
- Скотт Уилсон
- Анита Моррис
- Луис Контрерас
- Джули Кармен
- Алан Граф